# Ibestad
Ibestad é uma comuna da Noruega, com 241 km² de área e 1 696 habitantes (censo de 2004).         